# Blood, Sweat & Tears (Ace Hood)
Blood, Sweat & Tears è il terzo album in studio del rapper statunitense Ace Hood, pubblicato nel 2011.

## Tracce
1. King of the Streets (featuring T-Pain) – 3:15
2. Go 'N' Get It – 3:56
3. Errrythang (featuring Yo Gotti) – 4:19
4. Hustle Hard – 3:18
5. Body 2 Body (featuring Chris Brown) – 3:55
6. Memory Lane (featuring Kevin Cossom) – 4:18
7. Letter to My Ex's – 4:58
8. Beautiful (featuring Kevin Cossom) – 3:07
9. Lord Knows – 4:38
10. Bitter World – 3:57
11. Spoke to My Momma – 4:00
12. Hustle Hard (Remix) (featuring Rick Ross & Lil Wayne) – 4:45

Tracce bonus Edizione deluxe
1. Walk It Like I Talk It – 3:32
2. I Know – 3:52
3. Tear Da Roof Off – 3:24
4. Real Big – 3:17
5. Go 'N' Get It (Remix) (featuring Beanie Sigel, Busta Rhymes, Pusha T & Styles P) – 6:06